# Taraxacum olitorium
Taraxacum olitorium — вид квіткових рослин з родини айстрових (Asteraceae). Вид зростає в Європі: Німеччина, Нідерланди, північноєвропейська Росія, Польща, Швеція; це багаторічна рослина помірних біомів.